# Stjarnan
A Stjarnan egy izlandi labdarúgócsapat. A klubot 1960-ban alapították, székhelye Garðabær városa. Jelenleg az első osztályban szerepel.

## Jelenlegi keret
| #  |     | Poszt | Név                                         |
| -- | --- | ----- | ------------------------------------------- |
| 1  | ISL | K     | Kjartan Ólafsson (Kölcsönben a Víkingurtól) |
| 2  | ISL | CS    | Sindri Már Sigurþórsson                     |
| 3  | ISL | V     | Tryggvi Sveinn Bjarnason                    |
| 4  | ISL | K     | Bjarni Þórður Halldórsson                   |
| 5  | ISL | KP    | Björn Pálsson                               |
| 7  | ISL | CS    | Magnús Björgvinsson                         |
| 8  | ISL | CS    | Andri Sigurjónsson                          |
| 9  | ISL | V     | Daníel Laxdal (Csapatkapitány)              |
| 10 | ISL | CS    | Halldór Orri Björnsson                      |
| 11 | ISL | V     | Bjarki Páll Eysteinsson                     |
| 12 | ISL | V     | Jóhann Laxdal                               |
| 14 | ISL | KP    | Birgir Hrafn Birgisson                      |

| #  |     | Poszt | Név                         |
| -- | --- | ----- | --------------------------- |
| 15 | ISL | KP    | Guðni Rúnar Helgason        |
| 17 | ISL | KP    | Rögnvaldur Már Helgason     |
| 18 | ISL | CS    | Arnar Már Björgvinsson      |
| 19 | ISL | KP    | Heiðar Atli Emilsson        |
| 20 | ISL | CS    | Steinþór Freyr Þorsteinsson |
| 21 | ISL | KP    | Baldvin Sturluson           |
| 22 | ISL | CS    | Ellert Hreinsson            |
| 23 | ISL | V     | Hafsteinn Rúnar Helgason    |
| 16 | WAL | CS    | Richard Hurlin              |
| 26 | ISL | CS    | Grétar Atli Grétarsson      |
| 28 | ISL | CS    | Þorvaldur Árnason           |

## Ismertebb játékosok
- Veigar Páll Gunnarsson
- Árni Gautur Arason
- Bjarni Sigurdsson
- Arnór Guðjohnsen

## Külső hivatkozások
- Hivatalos weboldal (izlandiul)